# 사단법인 아태평화교류협회
사단법인 아태평화교류협회는 대한민국의 아시아태평양 지역의 평화와 공동번영을 염원하고 실천하는 민간단체로서 '일제 강점기 강제동원 희생자들의 유골을 봉환하는 사업'에 목적을 두고있다. 2012년에 설립되었으며 2004년부터 현재까지 많은 희생자 유골을 고국에 봉환, 천안 국립 망향의 동산에 안치했다. 안부수 회장은 2018 아시아태평양의 평화·번영을 위한 국제대회를 개최하여 일본의 침략전쟁과 강제동원에 대한 반성과 배상을 촉구하고, 희생자들의 유해발굴 및 봉환사업을 추진하고 있다.  또한, 비무장지대에 강제동원 희생자들을 추모하고 세계인이 경건한 마음으로 참배하는 평화공원 조성을 위해서도 다각도의 노력을 기울이고 있다.

## 연혁
- 2005년~2007년 : 한·일 추진위원회 구성
- 2007년 : 태평양전쟁 희생자 봉환위원회 출범
- 2009년 : (사) 한일공동 평화교류협회 설립
- 2012년 : (사) 아태평화교류협회로 명칭 변경
- 2017년 : 중국 8개소 (심양, 단동, 대련, 북경, 청도 등) 지부 설립
- 2018년 : 강제동원 유골봉환 스토리 『산산이 부서진 이름이여』 발간
- 2019년 : 아태평화교류재단 설립 준비
- 2019년 : 대북지원사업자 지정 「통일부 승인」
- 2019년 : 아태평화정책연구원 설립

## 행사 및 업적
- 2009년 8월 : 일본 시즈오카광산 희생자 유골 110위 봉환
- 2010년 11월 : 일본 후쿠시마탄광 희생자 유골 등 31위 봉환
- 2012년 12월 : 일본 후쿠시마탄광 희생자 유골 등 36위 봉환
- 2015년 6월 : 광복 70주년 유골봉환 자료전시 행사(서울역광장)(일본 한인강제동원시설 세계문화유산등재 반대 범국민 서명운동)
- 2015년 7월 : 광복 70주년 유골봉환 자료전시 행사(서울역광장)(일본 한인강제동원시설 세계문화유산등재 반대 범국민 서명운동)
- 2015년 8월 : 광복70주년 유골봉환 자료전시 행사(국회의원회관)(대일항쟁기위원회 소장 강제동원 기록물 유네스코 기록문화유산 등재 범국민 서명운동)
- 2016년 : 서초구청 · 화성시청 유골봉환 자료 전시 행사(유골발굴, 봉환 서명운동 전개)
- 2018년 11월 : 제1회 2018 아시아태평양의 평화 · 번영을 위한 국제대회 개최(경기도 고양시)
- 2019년 7월 : 제2회 아시아태평양의 평화·번영을 위한 국제대회 개최 (필리핀)

## 조직도

### 아태평화교류협회장
- 총회
- 회장
- 고문단
- 자문위원회
- 운영위원회
- 정책위원회
- 이사회
- 감사
- 조직위원회
- 홍보위원회
- 부회장

## 미래전략 사업본부
- 미래전략국

### 사업총괄 본부
- 유골봉환사업부
- 평화공원 건립사업부
- 평화사업부
- 사무국

#### 평화협력단
- 본부 (지회)
  - 일본
  - 중국
  - 태국
  - 필리비핀
  - 인도네시아
  - 호주
  - 베트남
- 지부
  - 서울지부
  - 인천/경기지부
  - 부산/경남지부
  - 대전/충남지부
  - 대구/경북지부
  - 광주/전남지부
  - 강원지부
  - 충북지부
  - 전북지부
  - 제주지부

- 각 지회/지부
  - 평화협력사업부
  - 대외협력부
  - 사무국